# Thượng Cốc, Lạc Sơn
Thượng Cốc là một xã thuộc huyện Lạc Sơn, tỉnh Hòa Bình, Việt Nam.
Xã Thượng Cốc có diện tích 15,26 km², dân số năm 1999 là 6467 người, mật độ dân số đạt 424 người/km².

## Địa lý
Phía Bắc giáp xã Văn Sơn, phía Nam giáp xã Chí Thiện, phía Đông giáp xã Xuất Hóa, phía Tây Nam giáp xã Phú Lương, phía Tây giáp xã Ngọc Mỹ - huyện Tân Lạc.